# Centroctenus ocelliventer
Espèce
Synonymes
- Ctenus ocelliventer Strand, 1909
- Centroctenus longimanus Mello-Leitão, 1929
- Ctenus nanellus Mello-Leitão, 1930

Centroctenus ocelliventer est une espèce d'araignées aranéomorphes de la famille des Ctenidae.

## Distribution
Cette espèce se rencontre au Brésil et en Colombie.

## Description
Le mâle holotype mesure 10 mm.

## Publication originale
- Strand, 1909 : Neue oder wenig bekannte neotropische cteniforme Spinnen des Berliner Museums. Zoologische Jahrbücher, Abteilung für Systematik, Geographie und Biologie der Tiere, vol. 28, p. 401-428 (texte intégral).